# Aristolochia arborea
Aristolochia arborea is een boom uit de pijpbloemfamilie (Aristolochiaceae). De plant wordt 5-6 m hoog. De boom heeft een kurkachtige schors en een sterk vertakte kroon. De bladeren zijn elliptisch, gaafrandig en 25-30 × 10-15 cm groot.
De bloemen verschijnen meestal in korte, vertakte bloeiwijzes aan de basis van de stam (cauliflorie) met enkele alleenstaande of gepaarde bloemen hogerop in de bladoksels. Ze vormen een insectenval net als bij andere soorten uit het geslacht Aristolochia. De bestuivers worden een dag vastgehouden, waarin ze bedekt worden met stuifmeel, waarna ze na het verwelken van de bloem worden vrijgelaten. De bloemen lijken op kleine paddenstoelen uit het geslacht Marasmius (paddenstoelen uit hetzelfde gebied) en worden in het wild mogelijk bestoven door paddenstoelmuggen of zaagwespen. 
De doosvruchten worden alleen in het wild gevormd. Ze zijn zeskantig in doorsnede, tot 15 cm lang, tot 2,5 cm dik en licht gekromd, waardoor ze op een banaan lijken. De schil is heldergroen en bedekt roodbruine haren. Zes maanden na de bestuiving klappen de doosvruchten met zes slippen open, waarbij er circa zestig zaden vrijkomen. De zaden zijn 1 × 0,8 cm groot en liggen ingebed in een mierenbroodje, dat twee keer zo groot is als het zaad. De zaden worden verzameld en verspreid door mieren.
Aristolochia arborea komt van nature voor in de regenwouden van Midden-Amerika, waar hij door ontbossing zeldzaam is geworden. De plant komt niet veel voor in cultuur. In de wereld hebben een aantal botanische tuinen de plant in hun collectie. In Nederland is de soort te zien in de Victoriakas in de Hortus botanicus Leiden, in het kassencomplex van de Botanische Tuin Fort Hoofddijk en in dat van de Botanische Tuin TU Delft, in de Passiflorahoeve en in de Burgers' Bush in de Burgers' Zoo te Arnhem. De plant kan in cultuur vermenigvuldigd worden door stekken.

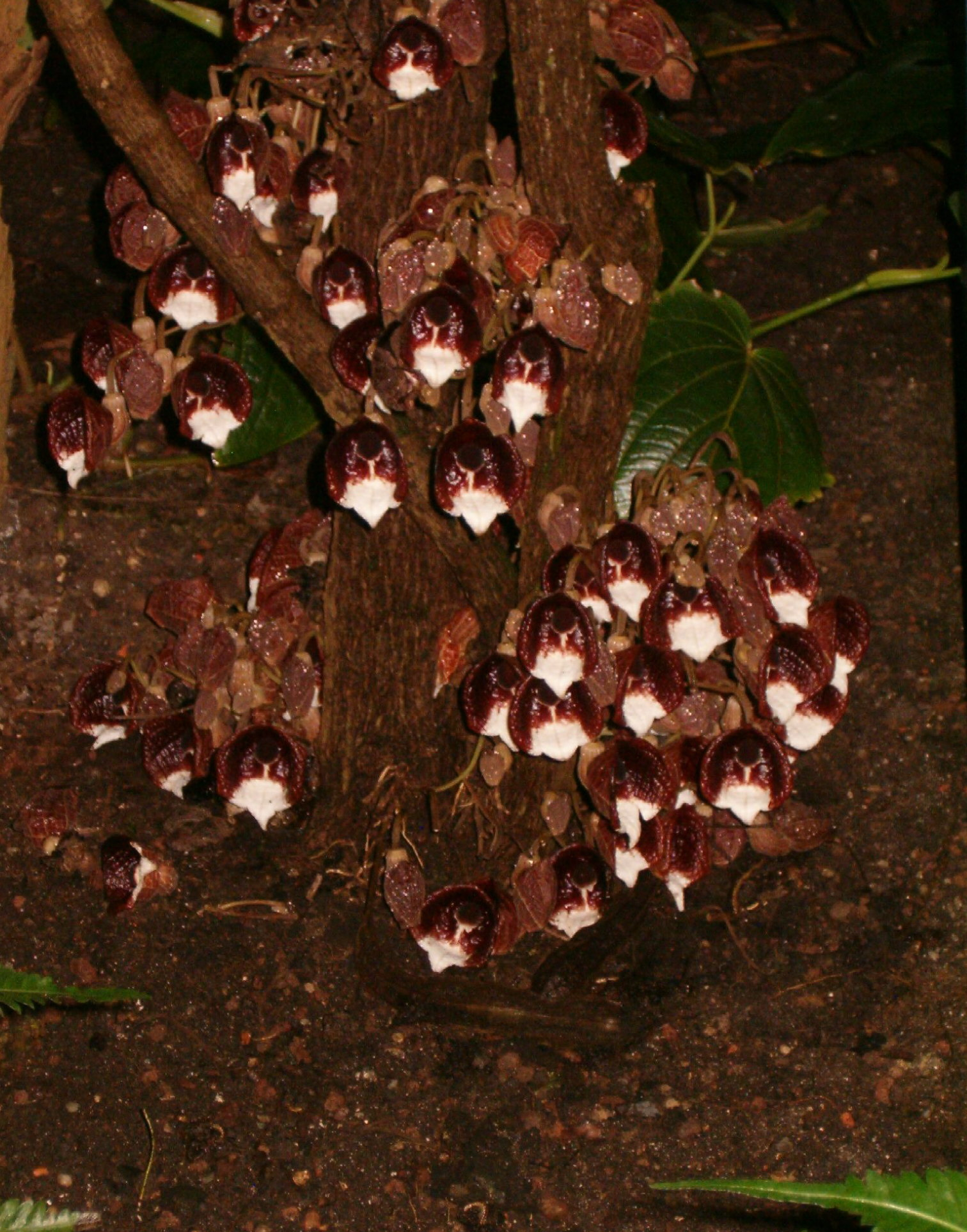
Aristolochia arborea in Botanischer Garten Berlin